# Lijst van voetbalinterlands Grenada - Saint Vincent en de Grenadines
Deze lijst van voetbalinterlands is een overzicht van alle officiële voetbalwedstrijden tussen de nationale teams van Grenada en Saint Vincent en de Grenadines. De landen speelden tot op heden 30 keer tegen elkaar. De eerste ontmoeting, een groepswedstrijd tijdens de Caribbean Cup 1989, werd gespeeld in Bridgetown (Barbados) op 2 juli 1989. Het laatste duel, een vriendschappelijke wedstrijd, vond plaats op 9 maart 2025 in Kingstown.

## Wedstrijden
| №  | Plaats         | Datum             | Competitie                      | Wedstrijd                         | Uitslag |
| -- | -------------- | ----------------- | ------------------------------- | --------------------------------- | ------- |
| 1  | Kingstown      | 2 juli 1989       | Caribbean Cup 1989              | Grenada – St. Vincent en de Gren. | 2 – 0   |
| 2  | Bridgetown     | 6 maart 1992      | Caribbean Cup 1992 kwalificatie | St. Vincent en de Gren. – Grenada | 0 – 0   |
| 3  | Saint George's | 27 april 1993     | Caribbean Cup 1993 kwalificatie | Grenada – St. Vincent en de Gren. | 1 – 1   |
| 4  | Roseau         | 3 december 1995   | Vriendschappelijk               | Grenada – St. Vincent en de Gren. | 1 – 0   |
| 5  | Saint George's | 24 april 1996     | Caribbean Cup 1996 kwalificatie | Grenada – St. Vincent en de Gren. | 1 – 1   |
| 6  | Kingstown      | 28 april 1996     | Caribbean Cup 1996 kwalificatie | St. Vincent en de Gren. – Grenada | 3 – 1   |
| 7  | Kingstown      | 13 april 1999     | Vriendschappelijk               | St. Vincent en de Gren. – Grenada | 2 – 1   |
| 8  | Saint George's | 16 januari 2001   | Vriendschappelijk               | Grenada – St. Vincent en de Gren. | 1 – 1   |
| 9  | Saint George's | 18 januari 2001   | Vriendschappelijk               | Grenada – St. Vincent en de Gren. | 2 – 0   |
| 10 | Saint George's | 8 mei 2004        | Vriendschappelijk               | Grenada – St. Vincent en de Gren. | 1 – 1   |
| 11 | Kingstown      | 13 november 2004  | Vriendschappelijk               | St. Vincent en de Gren. – Grenada | 6 – 2   |
| 12 | Saint George's | 20 november 2004  | Vriendschappelijk               | Grenada – St. Vincent en de Gren. | 3 – 2   |
| 13 | Kingstown      | 12 december 2004  | Caribbean Cup 2005 kwalificatie | St. Vincent en de Gren. – Grenada | 3 – 1   |
| 14 | Saint George's | 19 december 2004  | Caribbean Cup 2005 kwalificatie | Grenada – St. Vincent en de Gren. | 0 – 1   |
| 15 | Kingstown      | 1 november 2006   | Vriendschappelijk               | St. Vincent en de Gren. – Grenada | 4 – 1   |
| 16 | Kingstown      | 10 februari 2008  | Vriendschappelijk               | St. Vincent en de Gren. – Grenada | 1 – 2   |
| 17 | Saint George's | 17 september 2010 | Vriendschappelijk               | Grenada – St. Vincent en de Gren. | 0 – 1   |
| 18 | Saint George's | 19 september 2010 | Vriendschappelijk               | Grenada – St. Vincent en de Gren. | 0 – 0   |
| 19 | Kingstown      | 18 september 2011 | WK 2014 kwalificatie            | St. Vincent en de Gren. – Grenada | 2 – 1   |
| 20 | Saint George's | 15 oktober 2011   | WK 2014 kwalificatie            | Grenada – St. Vincent en de Gren. | 1 – 1   |
| 21 | Kingstown      | 25 april 2013     | Vriendschappelijk               | St. Vincent en de Gren. – Grenada | 0 – 1   |
| 22 | Roseau         | 30 april 2014     | Vriendschappelijk               | Grenada – St. Vincent en de Gren. | 0 – 0   |
| 23 | Vieux Fort     | 12 mei 2015       | Vriendschappelijk               | Grenada – St. Vincent en de Gren. | 3 – 2   |
| 24 | Saint George's | 3 juli 2017       | Vriendschappelijk               | Grenada − St. Vincent en de Gren. | 4 − 3   |
| 25 | Kingstown      | 8 maart 2019      | Vriendschappelijk               | St. Vincent en de Gren. − Grenada | 1 − 1   |
| 26 | Hillsborough   | 24 september 2022 | Vriendschappelijk               | Grenada − St. Vincent en de Gren. | 1 − 3   |
| 27 | Kingstown      | 1 oktober 2022    | Vriendschappelijk               | St. Vincent en de Gren. − Grenada | 1 − 5   |
| 28 | Hillsborough   | 26 mei 2024       | Vriendschappelijk               | Grenada − St. Vincent en de Gren. | 0 − 3   |
| 29 | Kingstown      | 6 maart 2025      | Vriendschappelijk               | St. Vincent en de Gren. − Grenada | 1 − 1   |
| 30 | Kingstown      | 9 maart 2025      | Vriendschappelijk               | St. Vincent en de Gren. − Grenada | 1 − 1   |

## Samenvatting
| Competitie                 | Totaal gespeeld | Winst Grenada | Gelijk | Winst St. Vincent en de Gren. | Doelsaldo Grenada – St. Vincent en de Gren. |
| -------------------------- | --------------- | ------------- | ------ | ----------------------------- | ------------------------------------------- |
| WK-kwalificatie            | 2               | 0             | 1      | 1                             | 2 − 3                                       |
| Caribbean Cup              | 1               | 1             | 0      | 0                             | 2 − 0                                       |
| Caribbean Cup-kwalificatie | 6               | 0             | 3      | 3                             | 4 − 9                                       |
| Vriendschappelijk          | 21              | 8             | 7      | 6                             | 31 − 33                                     |
| Totaal                     | 30              | 9             | 11     | 10                            | 39 − 45                                     |

Wedstrijden bepaald door strafschoppen worden, in lijn met de FIFA, als een gelijkspel gerekend.
GFA · A-internationals · Bondscoaches · Statistieken · Grenediaans vrouwenelftal · Olympisch elftal
1978 – 1989 · 
1990 – 1999 · 
2000 – 2009 · 
2010 – 2019 ·
2020 − 2029
CGC 2009 · 
CGC 2011 ·
CGC 2021
Amerikaanse Maagdeneilanden ·
Andorra ·
Anguilla ·
Antigua en Barbuda ·
Aruba ·
Barbados ·
Belize ·
Bermuda ·
Britse Maagdeneilanden ·
Costa Rica ·
Cuba ·
Curaçao ·
Dominica ·
El Salvador ·
Gibraltar ·
Guatemala ·
Guyana ·
Haïti ·
Honduras ·
Jamaica ·
Kaaimaneilanden ·
Montserrat ·
Nederlandse Antillen ·
Noorwegen ·
Panama ·
Puerto Rico ·
Qatar ·
Rusland ·
Saint Kitts en Nevis ·
Saint Lucia ·
Saint Vincent en de Grenadines ·
Suriname ·
Taiwan ·
Trinidad en Tobago ·
Verenigde Staten
SVGFF · A-internationals · Vrouwenelftal van Saint Vincent en de Grenadines
Amerikaanse Maagdeneilanden ·
Anguilla ·
Antigua en Barbuda ·
Aruba ·
Bahama's ·
Barbados ·
Belize ·
Bermuda ·
Britse Maagdeneilanden ·
Canada ·
Costa Rica ·
Cuba ·
Curaçao ·
Dominica ·
Dominicaanse Republiek ·
El Salvador · 
Grenada ·
Guatemala ·
Guyana ·
Haïti ·
Honduras ·
Jamaica ·
Kaaimaneilanden ·
Mexico ·
Montserrat ·
Nederlandse Antillen ·
Nicaragua ·
Puerto Rico ·
Saint Kitts en Nevis ·
Saint Lucia ·
Suriname ·
Trinidad en Tobago ·
Turks- en Caicoseilanden ·
Verenigde Staten